# بنجامين شو
بنجامين شو (بالإنجليزية: Benjamin Shaw)‏ هو موسيقي وفنان بريطاني، ولد في القرن العشرين.

## وصلات خارجية
- بنجامين شو على موقع ميوزك برينز (الإنجليزية)